# Haukijärvi (sjö i Finland, Norra Österbotten, lat 64,58, long 27,03)
Haukijärvi är en sjö i Finland. Den ligger i kommunen Vaala i landskapet Norra Österbotten, i den centrala delen av landet, 500 km norr om huvudstaden Helsingfors. Haukijärvi ligger 149 meter över havet. Arean är 33 hektar och strandlinjen är 3,29 kilometer lång. Sjön  ingår i Uleälvens huvudavrinningsområde.   I omgivningarna runt Haukijärvi växer i huvudsak blandskog.